# Dudusa sphingiformis
Dudusa sphingiformis är en fjärilsart som beskrevs av Moore 1872. Dudusa sphingiformis ingår i släktet Dudusa och familjen tandspinnare. Inga underarter finns listade i Catalogue of Life.

## Bildgalleri

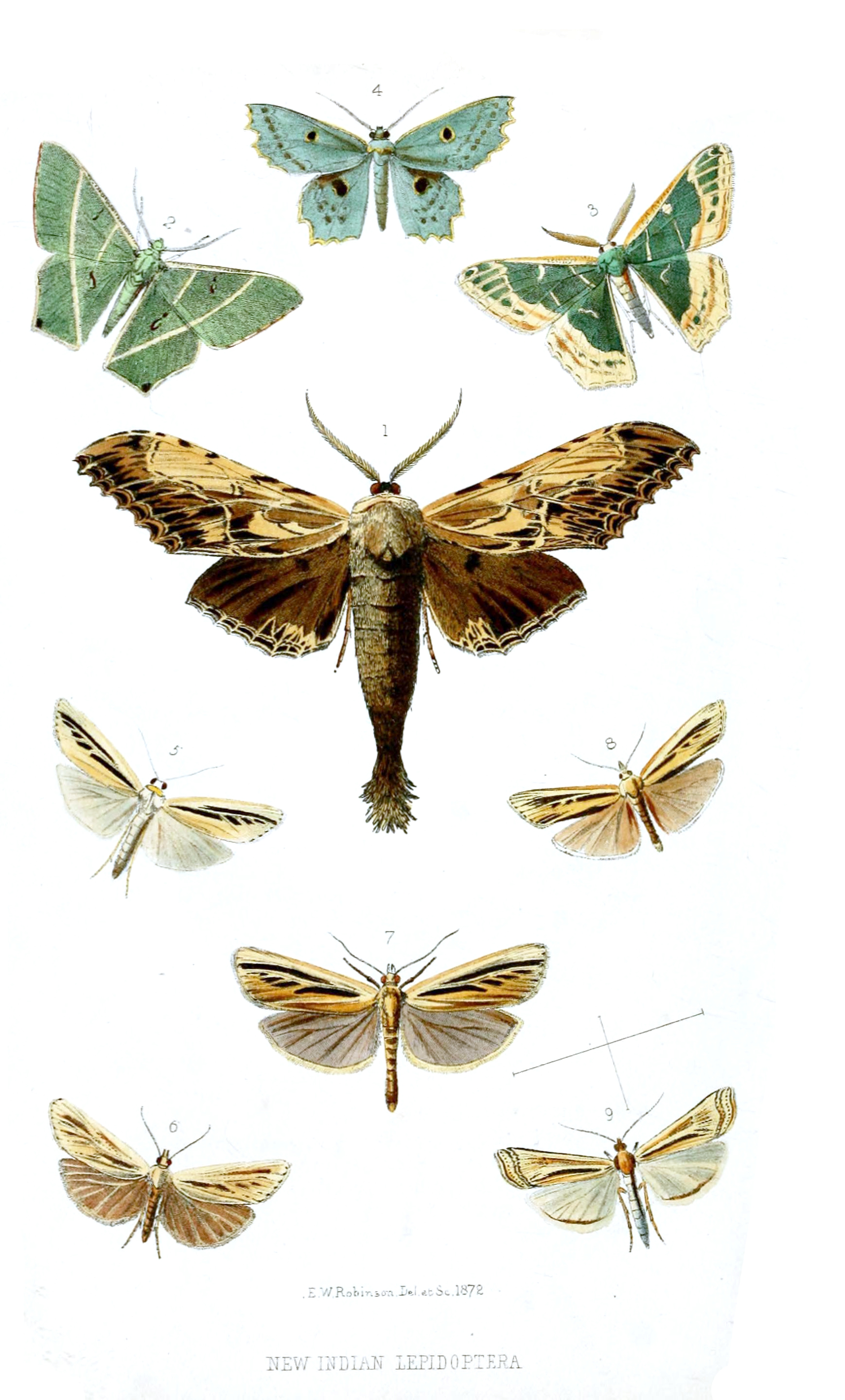